# Fear (film 1913)
Fear è un cortometraggio muto del 1913. Il nome del regista non viene riportato nei credit.

## Trama
Il colonnello Louis Jordan, a un banchetto, racconta la drammatica storia di James Hollander che, durante la guerra, viene messo alla prova per dimostrare il suo coraggio.

## Produzione
Il film fu prodotto dalla Essanay Film Manufacturing Company.

## Distribuzione
Distribuito dalla General Film Company, il film - un cortometraggio di una bobina - uscì nelle sale cinematografiche USA il 20 giugno 1913.